# 중추절 (중국)

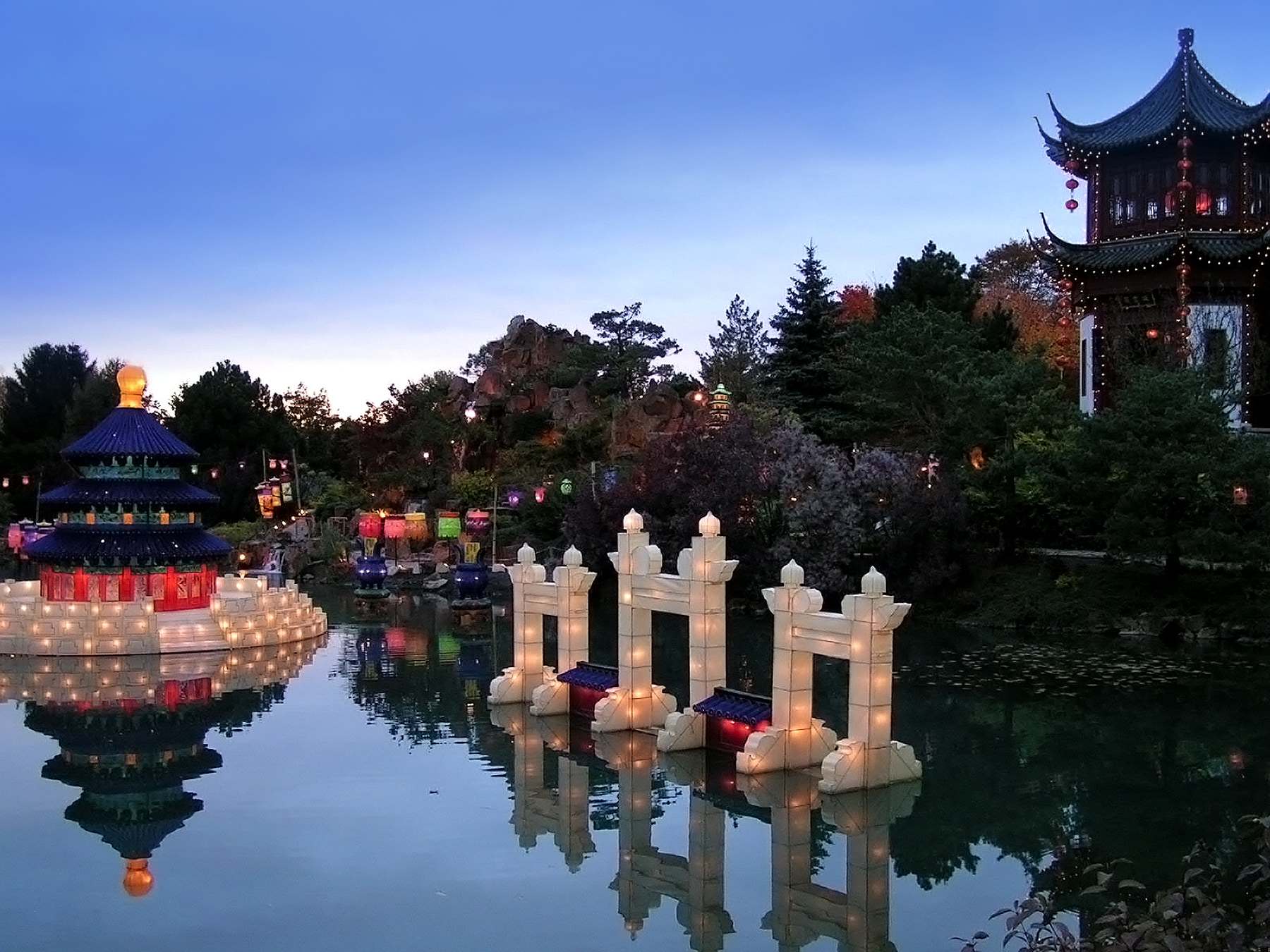

중추절(仲秋節, 중국어 정체자: 中秋節, 간체자: 中秋节, 병음: Zhōngqiū jié)은

## 전설
하늘에 태양이 10개였던 때, 사람들이 가뭄과 더위에 괴로워하자 하늘의 제왕이 활을 잘 쏘기로 소문난 호우이(後羿)를 불러 9개의 태양을 쏘도록 했다. 호우이는 명령대로 9개의 태양을 떨어뜨려 인간세상을 구한다. 어느날 호우이는 사냥을 나서는데 우연히 서왕모(西王母)라는 신화속 여신을 만나게 되어 신선이 될 수 있는 약을 얻게 된다. 그러나 아내가 있던 호우이는 아내를 두고 승천하기를 거부하고, 약을 아내에게 맡겼다. 하지만 이 약을 알게 된 호우이의 부하 중 한명이 이 약을 뺏으려 했지만 아내는 뺏기기 싫어 결국 자신이 약을 복용하여 하늘로 날아가게 되었다. 그 날 이후 호우이는 달에서 아내가 자신을보고 있을 것이라는 생각에 제사상을 차리고 아내를 그리워했다고 한다. 이것이 유래가 되어 사람들도 음력 8월 15일에 기도하고 제사를 치른다.

## 풍습
중추절에는 달빛이 비추는 마당이나 누각에서 향로, 초, 월병 등을 간단히 차려놓고 달에게 제사를 지내는데, 이를 배월이라 한다. 또한 한국에서 추석에 송편